# Historique des versions de Windows 11

logo de Windows 11

Windows 11 est un système d'exploitation, développé par Microsoft, et est sorti en octobre 2021. C'est un « système d'exploitation en tant que service » qui reçoit des mises à jour permanentes, avec la possibilité pour les environnements d'entreprise de recevoir des mises à jour non critiques à un rythme plus lent ou d'utiliser le service de support à long terme qui ne recevront que des mises à jour critiques, telles que des correctifs de sécurité, au cours de leur durée de vie de cinq ans de support standard.
Comme pour Windows 10 (depuis la version 20H2), les mises à jour principales de Windows 11 sont notées « YYHX », YY représentant l'année à deux chiffres et X représentant le semestre de sortie prévu (par exemple, la version 21H2 fait référence aux mises à jour initialement publiées au cours du second semestre 2021).

## Historique
| Version | Nom de code   | Nom commercial | Version | Date de sortie    | Supporté jusque...                              | Supporté jusque...                    | Supporté jusque... | Supporté jusque... |
| Version | Nom de code   | Nom commercial | Version | Date de sortie    | Canal principal                                 | Canal principal                       | LTSC               | LTSC               |
| Version | Nom de code   | Nom commercial | Version | Date de sortie    | Famille, Pro, SE, Education Pro Workstation Pro | Education, Enterprise, IoT Enterprise | Enterprise         | IoT Enterprise     |
| ------- | ------------- | -------------- | ------- | ----------------- | ----------------------------------------------- | ------------------------------------- | ------------------ | ------------------ |
| 21H2    | Sun Valley    | NC             | 22000   | 5 octobre 2021    | 10 octobre 2023                                 | 8 octobre 2024                        | NC                 | NC                 |
| 22H2    | Sun Valley 2  | 2022 Update    | 22621   | 20 septembre 2022 | 8 octobre 2024                                  | 14 octobre 2025                       | NC                 | NC                 |
| 23H2    | Sun Valley 3  | 2023 Update    | 22631   | 31 octobre 2023   | 11 novembre 2025                                | 10 novembre 2026                      | NC                 | NC                 |
| 24H2    | Hudson Valley | 2024 Update    | 26100   | 1er octobre 2024  | 13 octobre 2026                                 | 12 octobre 2027                       | 9 octobre 2029     | 10 octobre 2034    |